# كاي كروغر
كاي كروغر (بالنرويجية البوكمول: Kai Krüger)‏ هو بروفيسور وقاضي نرويجي، ولد في 4 مايو 1940 في كوبنهاغن في الدنمارك.